# Marché Mokolo
Le marché Mokolo se situe à Yaoundé, la capitale politique du Cameroun. 
Il est l'un des plus grands marchés à ciel ouvert d'Afrique centrale.

## Présentation

### Histoire
Le marché de Mokolo est créé vers 1949.
Le nom du marché vient du quartier Mokolo dans lequel il se trouve. C'est un marché construit, avec une partie en plein air, dont les étals, comptoirs et boutiques ont été réalisés et restent la propriété des vendeurs. L'espace qu'occupe le marché est détenu et géré par la ville.
Il a déjà connu plusieurs incendies,,.

### Localisation et infrastructures
Le marché se situe dans un quartier populaire de Yaoundé. Ceci explique sa forte fréquentation.
Le marché est organisé en zones.